# كواتسي أليباروو
كواتسي أليباروو (بالإنجليزية: Kwatsi Alibaruho) هو مدير طيران في الإدارة الوطنية للملاحة الجوية والفضاء (ناسا). ينتمي أليباروو لشعب الموكيغا وهو أول مدير طيران في ناسا أسود البشرة.
حتى شهر نوفمبر من العام 2005، لم يتمكن سوى 58 شخصًا من إدارة بعثات فضاء بشرية. كان صف مدير الطيران لعام 2005، والذي كان أليباروو فردًا منه، ثاني أكبر صف تعيينه والأكثر تنوعًا. شملت المجموعة التي كانت تضم 9 أشخاص ثلاثة نساء واثنين من ذوي الأصول الإسبانية. بقيادته فريقًا من من المراقبين الجويين، وموظفي الدعم وخبراء الهندسة، تقع على عاتق مدير الطيران المسؤولية العامة لإدارة وتنفيذ رحلات مكوك الفضاء وبعثات محطة الفضاء الدولية. يتولى مدير الطيران أيضًا قيادة وتنظيم أنشطة التخطيط والتكامل مع مراقبي الطيران، وعملاء الحمولة، وشركاء المحطات الفضائية وغيرهم.

## خلفية
ولد أليباروو ابنًا للدكتور جورج أليباروو من أوغندا، والدكتورة غلوريا أليباروو من مواليد ماكون، جورجيا. أمه أستاذة جامعية متقاعدة للعلوم الاجتماعية، وأبوه اقتصادي متقاعد. منذ طفولته، شجع والدا أليباروو اهتمامه بالرياضيات والعلوم عبر تعريضه للمواد المطبوعة حول عن الصواريخ وعن وكالة ناسا، فضلًا عن تعريضه لوسائط الخيال العلمي في ذلك الوقت. كواتسي متزوج من ماكريسيا أليباروو ولديه طفلان.
يقول أليباروو: «جذبت العلوم اهتمامي في سن مبكرة عبر مشاهدتي لبرامج الخيال العلمي، وأردت تعلم العلوم الحقيقية». في كل فرصة أُتيحت له، شارك أليباروو في الأنشطة والندوات خارج المناهج الدراسية، حيث خصص عطلة نهاية الأسبوع وعطلة نهاية العام الدراسي لتكون بمثابة فرصة لتعزيز معرفته بالعلوم والهندسة.

## التعليم
حصل أليباروو على درجة بكالوريوس العلوم في إلكترونيات الطيران من قسم الملاحة الجوية والملاحة الفضائية التابع لمعهد ماساتشوستس للتكنولوجيا عام 1994. في شهر مايو من العام 2011، حصل على درجة الماجستير في إدارة الأعمال من جامعة رايس من خلال برنامج ماجستير إدارة الأعمال التنفيذية رايس، الذي حضره بدوام كامل أثناء أدائه مهامه في نفس الوقت كمدير طيران.

## بداية مسيرته المهنية لدى ناسا
بدأ أليباروو العمل لدى وكالة ناسا في عام 1993 كطالب تعلم تعاوني يخدم في مجموعة نظم دعم الحياة التابعة لمديرية عمليات بعثة محطة الفضاء الدولية. بعد تخرجه، خدم كمراقب طيران نظم دعم الحياة في محطة الفضاء الدولية (علامة استدعاء إم سي سي: إي سي إل إس إس) بين عامي 1995 و2000. خلال ذلك الوقت، أصبح أليباروو واحدًا من أوائل مدراء نظام التحكم البيئي ودعم الحياة المؤهلين للخدمة في البرنامج الجديد لمحطة الفضاء الدولية وخدم في البعثات آي إس إس-1إيه/آر، وإس تي إس-88/ آي إس إس-2إيه، وإس تي إس-101-2إيه.2إيه، وإس تي إس-106/ آي إس إس-2إيه.2بي، وإس تي إس-97/ آي إس إس-4إيه، وإس تي إس-105/ آي إس إس-5إيه.1.
في شهر مايو عام 2001، اختير أليباروو مديرًا لمجموعة نظم دعم الحياة في محطة الفضاء الدولية حيث أدار ودرّب فريقًا من نحو 25 من مراقبي الطيران. عمل بهذه الصفة لأكثر من ثلاث سنوات فقط حتى اختير مديرًا للرحلات الجوية في فبراير من عام 2005.

## عمله كمدير طيران
بحلول شهر أغسطس عام 2005، كان أليباروو قد أكمل أكثر من 700 ساعة من التدريب كمدير طيران لمحطة الفضاء الدولية، وتم تبليغه للخدمة الفعلية في مراقبة البعثة فور انتهاء مهمة ناسا «العودة إلى الطيران»، إس تي إس-114/إل إف-1، وهي الرحلة التي قادها معلموه لفترة طويلة بول هيل ومارك فيرينغ.